# Cavitat òptica
Una cavitat òptica, o ressonador òptic és un dispositiu en el qual certs raigs lluminosos són susceptibles de restar confinats gràcies als miralls sobre els quals es reflecteixen. Aquestes cavitats són indispensables en els làsers perquè la seva llum passi moltes vegades en el seu medi amplificador. Són presents en els interferòmetres i dels oscil·ladors paramètrics òptics.

## Tipus de cavitat

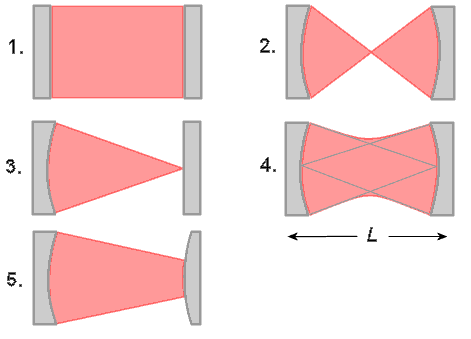
Diferents cavitats en dos miralls :
1. plana.
2. concèntrica.
3. hemisfèrica.
4. confocal.
5. còncava-convexa.

La manera més senzilla de realitzar una cavitat òptica és posar dos miralls plans o esfèrics cara a cara separats per una distància L. Es troba aquesta configuració en l'interferòmetre de Fabry-Pérot, i també en molts làsers de mida petita. Aquesta disposició no es pot utilitzar en material de mida grossa a causa de la dificultat d'aliniament (els miralls han d'estar paral·lels a alguns segons d'arc).
Amb dos miralls esfèrics de raigs de curvatura R1 i R₂, es poden realitzar nombroses configuracions. Si els dos miralls tenen el mateix centre (R1 + R₂ = L), es forma una cavitat concèntrica. Reemplaçant un dels dos miralls per un mirall pla posat al centre de l'altre, s'obté una cavitat hemisfèrica.
La cavitat confocal, és amb els dos miralls idèntics i els raigs de curvatura coincideixen amb la llargada de la cavitat (R1 = R₂ = L). Aquest tipus permet produir els feixos el més fins possible.
Les cavitats còncaves-convexes estan constituïdes per dos miralls esfèrics : un de còncau i un de convex. Això permet de no focalitzar més els feixos, cosa important de vegades en els làsers de molta potència per a no destruir el medi amplificador.